# G.723
D'un point de vue strict, le G.723 faisait autrefois référence à une norme de codec audio de type ADPCM. Cette norme a été très peu mise en œuvre et est aujourd'hui obsolète. L'organisme normalisateur a eu la mauvaise idée de réutiliser une terminologie très similaire, G.723.1, pour désigner une autre norme de codec audio infiniment plus populaire, de type vocodeur. Aujourd'hui encore la confusion règne et la dénomination G.723 désigne dans le jargon courant ce qui devrait s'appeler G.723.1. La suite de cet article suit l'usage courant et le terme G.723 désigne la norme ITU-T G.723.1.
Le codec G.723 est avant tout un codeur de voix. Son algorithme fait l'hypothèse que le signal traité correspond à une voix humaine occidentale. En particulier, il se révèle de qualité médiocre pour le codage de signaux non vocaux (musique, ...).
Le G.723.1 est normalisé pour deux taux de compression, à savoir 5,3  et   6,4 kbit/s. Ces deux débits correspondent à deux types de codage différents, il ne s'agit pas d'un simple ajustement. La version à 6,4 kbit/s est d'une qualité légèrement supérieure à la version 5,3 kbit/s: la note MOS du 6,4 kbit/s atteint 3.9, contre 3.65 pour le 5,3 kbit/s. Ces deux codecs ont une latence algorithmique de 30 ms.
La norme ITU-T G.723.1 est pourvue d'une annexe qui définit un comportement différent du codec lorsqu'un silence est détecté. Cet algorithme supplémentaire est dénommé VAD/CNG (voice activity detection/comfort noise generation, ou détection d'activité/bruit de confort). Dans ce cas seul le bruit de fond est modélisé et permet d'atteindre un débit extrêmement faible (1 octet toutes les 30 ms) tout en restituant l'ambiance sonore. En prenant en compte le pourcentage du temps où la voix est inactive dans une conversation typique, le G.723.1 avec VAD/CNG conduit à un débit moyen typique de l'ordre de 3,5 ~ 3,8 kbit/s.
Le G.723.1 est surtout utilisé pour la visioconférence et la téléphonie sur IP (VoIP), que ce soit sur signalisation H.323, H.320 ou SIP.
La compression audio G.723.1 est surpassée aujourd'hui, sur le plan de la qualité acoustique et du taux de compression. D'autres codecs ont bénéficié d'avancées en mathématiques et en puissance de calcul qui permettent d'améliorer le compromis qualité/débit. Une des raisons de la pérennité du G.723.1 est la contrainte de compatibilité et d'interopérabilité avec les équipements existants. Un autre aspect militant en sa faveur est sa relative simplicité algorithmique qui lui permet d'entrer dans des terminaux téléphoniques (IP-phone) à très bas coût où la puissance de calcul est limitée.